# Manon (revue)
Pour les articles homonymes, voir Manon.
Manon est un magazine mensuel du groupe Milan Presse, destiné aux filles de 7 à 10 ans. Le prix au numéro est de 5,27 €.
Une nouvelle formule est inaugurée en septembre 2023, avec plus de contenu narratif.